# Aleksandr Krasnych
Aleksandr Vladimirovič Krasnych (in russo Александр Владимирович Красных?; Bugul'ma, 19 giugno 1995) è un nuotatore russo, vincitore di una medaglia di bronzo ai campionati mondiali di nuoto 2017.

## Biografia
Ha rappresentato la Russia ai Giochi olimpici estivi di Rio de Janeiro 2016, classificandosi ottavo nei 200 m e quindicesimo nei 400 metri stile libero e quinto nella staffetta 4x200 metri stile libero.
A causa della squalifica per doping di Stato ha gareggiato per ROC all'Olimpiade di Tokyo 2020, vincendo la medaglia d'argento nella staffetta 4x200 metri stile libero.

## Palmarès
| Anno                           | Manifestazione          | Sede           | Evento          | Risultato | Prestazione | Note |
| ------------------------------ | ----------------------- | -------------- | --------------- | --------- | ----------- | ---- |
| In rappresentanza della Russia |                         |                |                 |           |             |      |
| 2013                           | Europei giovanili       | Poznań         | 200 m sl        | Argento   | 1'49"10     |      |
| 2014                           | Europei                 | Berlino        | 4x200 m sl      | Argento   | 7'10"29     |      |
| 2014                           | Mondiali in vasca corta | Doha           | 4x200 m sl      | Bronzo    | 6'51"96     |      |
| 2016                           | Olimpiadi               | Rio de Janeiro | 200 m sl        | 8º        | 1'45"91     |      |
| 2016                           | Olimpiadi               | Rio de Janeiro | 400 m sl        | 15º       | 3'47"39     |      |
| 2016                           | Olimpiadi               | Rio de Janeiro | 4x200 m sl      | 5º        | 7:05.70     |      |
| 2016                           | Mondiali in vasca corta | Windsor        | 200 m sl        | Bronzo    | 1'41"95     |      |
| 2016                           | Mondiali in vasca corta | Windsor        | 400 m sl        | Argento   | 3'35"30     |      |
| 2016                           | Mondiali in vasca corta | Windsor        | 4x200 m sl      | Oro       | 6'52"10     |      |
| 2017                           | Mondiali                | Budapest       | 200 m sl        | Bronzo    | 1'45"23     |      |
| 2017                           | Mondiali                | Budapest       | 4x200 m sl      | Argento   | 7'02"68     |      |
| 2017                           | Europei in vasca corta  | Copenaghen     | 200 m sl        | Argento   | 1'42"22     |      |
| 2017                           | Europei in vasca corta  | Copenaghen     | 400 m sl        | Oro       | 3'35"51     |      |
| 2018                           | Mondiali in vasca corta | Hangzhou       | 4x200 m sl      | Argento   | 6'46"84     |      |
| 2019                           | Mondiali                | Gwangju        | 4x200 m sl      | Argento   | 7'01"81     |      |
| 2021                           | Europei                 | Budapest       | 4x200m sl       | Oro       | 7'03"48     |      |
| 2021                           | Europei                 | Budapest       | 4x200m sl mista | Bronzo    | 7'31"54     |      |
| In rappresentanza di ROC       |                         |                |                 |           |             |      |
| 2021                           | Olimpiadi               | Tokyo          | 4x200 m sl      | Argento   | 7'01"81     |      |

## International Swimming League
| Stagione 2020  | Stagione 2021 |
| -------------- | ------------- |
| Toronto Titans | Cali Condors  |